# Grabów (gemeente)
De gemeente Grabów is een landgemeente in het Poolse woiwodschap Łódź, in powiat Łęczycki.
De zetel van de gemeente is in Grabów.
Op 30 juni 2004 telde de gemeente 6555 inwoners.

## Oppervlakte gegevens
In 2002 bedroeg de totale oppervlakte van gemeente Grabów 154,84 km², waarvan:
- agrarisch gebied: 91%
- bossen: 7%

De gemeente beslaat 20,01% van de totale oppervlakte van de powiat.

## Demografie
Stand op 30 juni 2004:
| Omschrijving                   | Totaal | Totaal | Vrouwen | Vrouwen | Mannen | Mannen |
| ------------------------------ | ------ | ------ | ------- | ------- | ------ | ------ |
| eenheid                        | aantal | %      | aantal  | %       | aantal | %      |
| inwoners                       | 6555   | 100    | 3298    | 50,3    | 3257   | 49,7   |
| bevolkingsdichtheid (inw./km²) | 42,3   | 42,3   | 21,3    | 21,3    | 21     | 21     |

In 2002 bedroeg het gemiddelde inkomen per inwoner 1311,25 zł.

## Administratieve plaatsen (sołectwo)
Besiekiery, Budki, Borów, Borucice, Stary Besk, Biała Góra, Nowy Besk, Bowętów, Brudzeń, Byszew, Chorki, Gać, Golbice, Goszczędza, Grabów (sołectwa: Grabów-Kolonia en Grabów-Osada), Jastrzębia, Jaworów, Kotków, Ksawerów, Kurzjama, Kadzidłowa, Leszno, Nagórki, Odechów, Ostrówek, Piaski, Pieczew, Piotrkówek, Radzyń, Sławęcin, Smardzew, Smolice (sołectwa:Smolice I en Smolice II), Nowa Sobótka, Sobótka-Kolonia, Stara Sobótka, Srebrna, Wygorzele, Źrebięta, Żaczki.

## Aangrenzende gemeenten
Chodów, Daszyna, Dąbie, Kłodawa, Łęczyca, Olszówka, Świnice Warckie